# Ninšubur

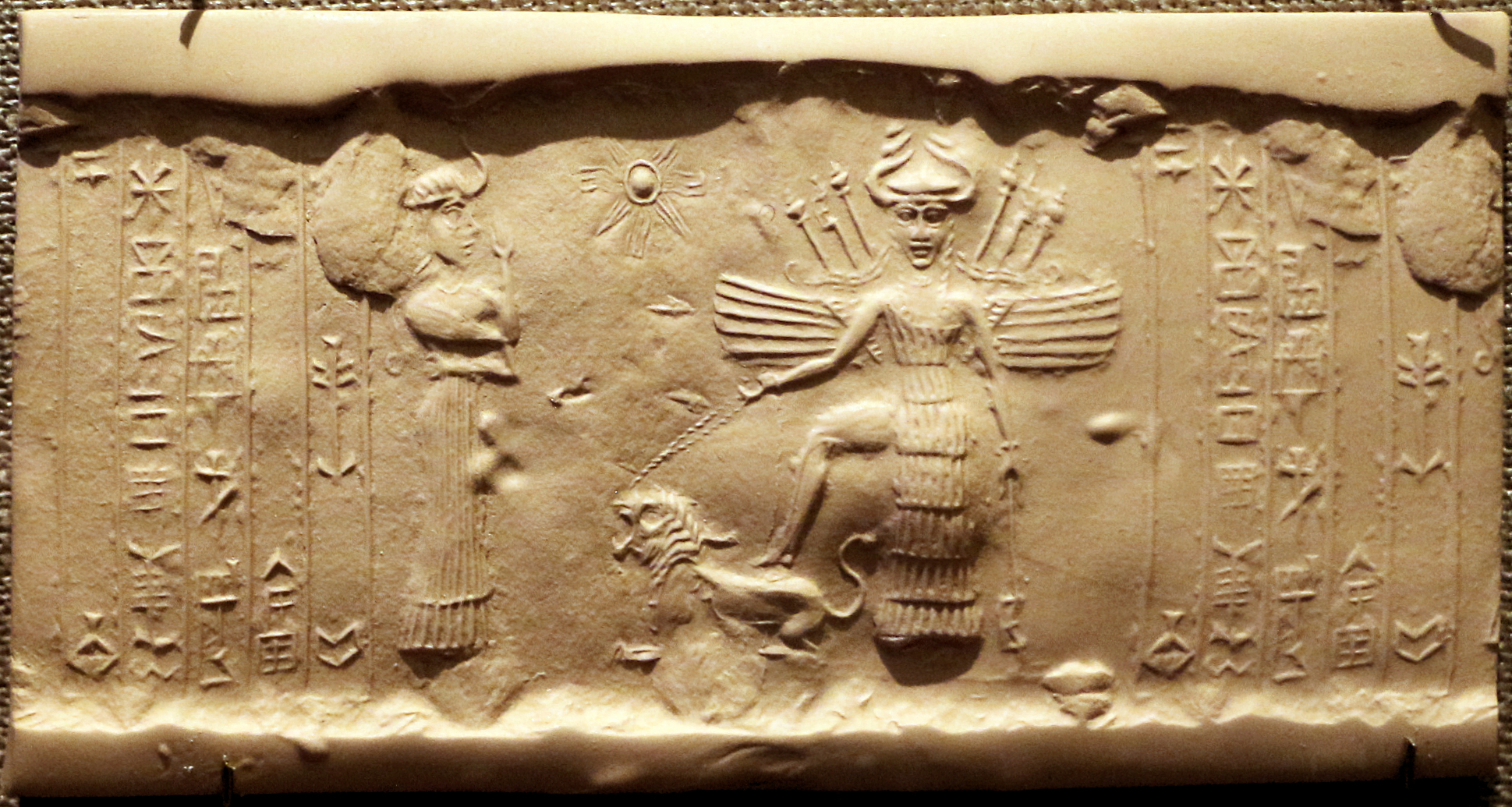
Antikes akkadisches Zylindersiegel mit der Darstellung der Göttin Inanna in der Mitte, die ihren Fuß auf dem Rücken eines Löwen ruht, während Ninšubur daneben steht und der Göttin Inanna ihre Ehrerbietung erweist, ca. 2350–2150 vor Chr.

Ninšubur (𒀭𒎏𒋚 dNIN.ŠUBUR sumerisch Uruinimgina, "Herrin von Subartu" oder "Herrin der Diener"), auch Ninšubura genannt, war eine mesopotamische Göttin, die als Sukkal (göttliche Dienerin) der Göttin Inanna galt. Während man sich einig ist, dass Ninšubur in diesem Zusammenhang als weiblich angesehen wurde, wurde die Gottheit in anderen Fällen als männlich betrachtet, möglicherweise aufgrund von Synkretismus mit anderen göttlichen Boten, wie z. B. Ilabrat. In den bekannten Quellen gibt es keine gesicherten Informationen über ihre Genealogie, und sie galt in der Regel als unverheiratet. Als Sukkal fungierte sie sowohl als Botengottheit als auch als Vermittlerin zwischen anderen Mitgliedern des Pantheons und menschlichen Bittstellern.
Aufgrund des Glaubens, dass sie bei höherrangigen Gottheiten Fürsprache einlegen konnte, war Ninšubur in der Alltagsreligion sehr beliebt, und es sind viele theophorische Namen und andere Hinweise auf persönliche Verehrung bekannt. Ihr ursprüngliches Kultzentrum war laut einer sumerischen Tempelhymne der Ort Akkil, aber bereits in frühdynastischer Zeit wurde sie im nahe gelegenen Uruk und Lagaš verehrt. Mehrere Könige in diesem Gebiet betrachteten sie als ihre persönliche Gottheit. Während der Ur III Periode ist auch eine Verehrung in Ur nachweisbar. Weitere Städte, in denen Ninšubur verehrt wurde, sind Adab, Nippur, Malgium und andere.

## Mythologie
In den Mythen wird Ninšubur als Begleiterin von Inanna dargestellt und hilft ihr bei verschiedenen Heldentaten. In der Erzählung Inannas Gang in die Unterwelt ist sie dafür verantwortlich, Inannas Rückkehr zu sichern, indem sie nacheinander die Götter Enlil, Nanna und Enki anfleht, Inanna, welche in der Unterwelt von Ereškigal gefangen gehalten wird, zu helfen. Inanna schützt im Gegenzug Ninšubur vor den Galla-Dämonen, die ausgesandt wurden, um einen Ersatz für Inanna im Land der Toten zu finden. Ninšubur Trauer steht im Gegensatz zu Dumuzis Verhalten, der ein rauschendes Fest feiert, statt den Tod von Inanna, seiner Frau zu betrauern. Dies führt dazu, dass Inanna ihn den Galla - Dämonen anbietet. In der Erzählung Inanna und Enki hilft Ninšubur Inanna bei der Flucht vor Enkis Dienern, nachdem sie die ME (mythische Schicksalstafeln) gestohlen hat.
In einem akkadischen Mythos, der unter dem Titel „Mythos der Agushaya“ bekannt ist, wird Ninšubur damit beauftragt, Ištar mit Informationen über die furchterregende Saltu (Zwietracht) zu versorgen. Saltu wurde zuvor von dem Gott Ea als Gegenstück zu Ištar geschaffen, um Ištar den Spiegel ihres Handelns vorzuhalten.
Eine Besonderheit dieses Textes sind die wiederkehrenden Rechtschreibfehler bestimmter Wörter in Ninšuburs Rede. Während vorgeschlagen wurde, dass es sich dabei einfach um Schreibfehler handelt, hält Benjamin R. Foster dies für unplausibel, da sie alle in zwei aufeinanderfolgenden Zeilen vorkommen, und schlägt vor, dass sie absichtlich eingesetzt wurden, um Ninšubur darzustellen, die aufgrund von Saltus furchterregender Natur und ihrer Ähnlichkeit mit Ishtar vor Schreck stottert, und den Text entsprechend übersetzt:
She is b-bizarre in her actions,
 
she b-behaves unreasoningly

In her form she is m-mighty.

She makes many c-cries for battle.

Sie ist b-bizarr in ihren Handlungen, 

sie ver-verhält sich unvernünftig. 

In ihrer Form ist sie m-mächtig. 

Sie stößt viele K-Kampfschreie aus.

## Attribute und Ikonografie

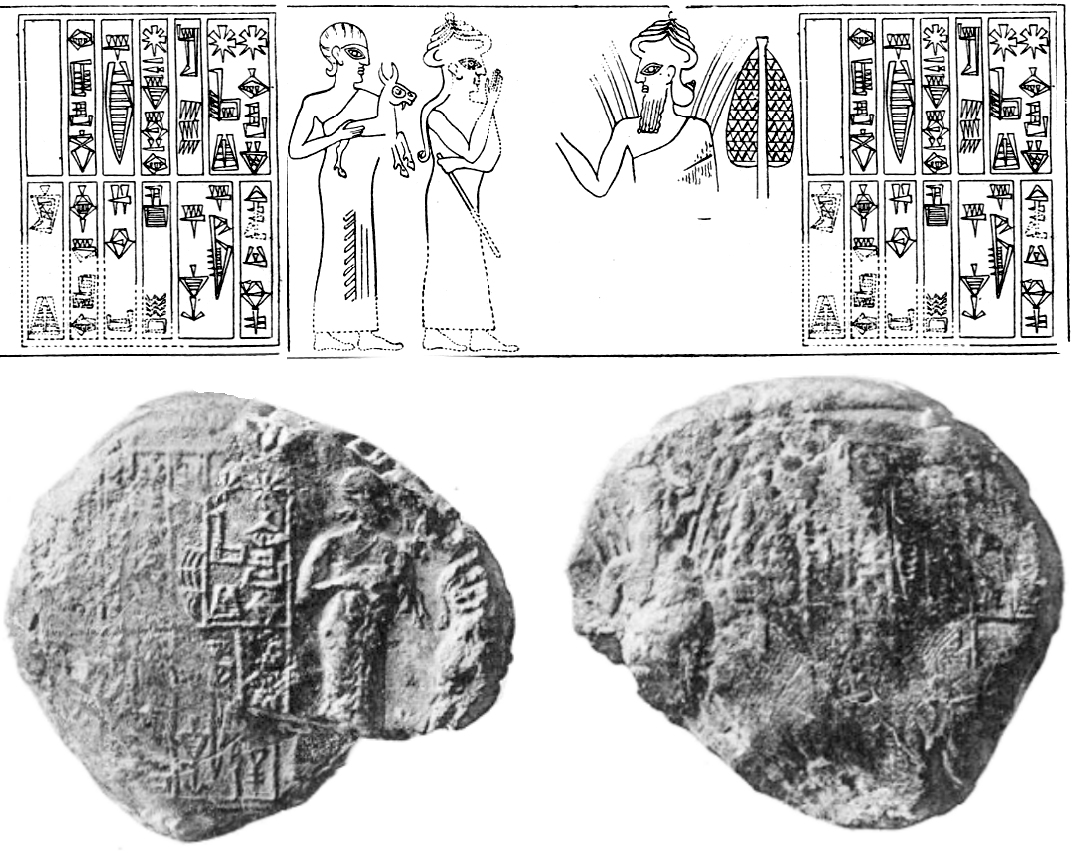
Ein Siegel von Lugal-ushumgal als Diener von Naram-Sin, möglicherweise mit einer Darstellung von Ninšubur

In Neuassyrischer Zeit und im Neubabylonischen Reich wurde Ninšubur als anthropomorphe Gestalt mit Hörnerkrone und langer Robe, welche die Göttlichkeit verdeutlichen sollen und einem langen Stab, welcher das Recht auf Herrschaft symbolisiert, dargestellt. Auch andere göttliche Diener wurden mit Stäben dargestellt, was die zentrale Funktion des Sukkal unterstreicht.
Weitere Symbole sind Türen und Schuhe. Ein Beiname Ninšuburs lautete: "reine Dienerin der Lapislazuli-Schuhe". Dies deutet auf die beschwerlichen Reisen hin, die Ninšubur im Dienste von Inanna unternahm. Als göttlicher Türsteher galt Ninšubur seit der altbabylonischen Zeit. Der Beiname „Riegel der Ištar“ (šigarum ša Ištar), welcher in der Hymne Ištar-Baghdad gebraucht wird, verdeutlicht diese Funktion besonders. Als Türsteher der Götter war Ninšubur der Vermittler zwischen den Sterblichen und den hohen Göttern.
Aus der Zeit von Lugal-ushumgal (2230 – 2210 v. Chr.), Ensi von Lagaš stammen Figuren von Ninšubur. In Bauritualen wurden diese Figuren in den Podesten von anderen Göttern vergraben. Entsprechend der unterschiedlichen Geschlechtszuordnung gibt es die männliche Darstellung, aber auch die weibliche. In einem "Briefgebet", das sich möglicherweise auf eine Statue von Ninšubur bezieht, wird ihr Gesicht als verführerisch beschrieben, und ihr Körperbau wird ähnlich wie der von Inanna charakterisiert. In Girsu wurde Ninšubur als Gattin von Meslamtaea (einem Namen für Nergal) angesehen und war mit einem symbolischen Mischwesen, dem Löwen-Greif, dargestellt. Während der kassitischen Zeit gilt der schreitende Vogel als Symbol für Ninšubur.
Das Sternbild Orion in alten Orient als Sipazianna, "der wahre Hirte des Himmels" bezeichnet war das astrale Symbol von Ninšubur, welches sie aber mit anderen Gottheiten wie Ilabrat und Papsukkal teilte.
Gelegentlich wird Ninšubur mit einer Keule dargestellt. Jedoch wird mittlerweile gezweifelt, dass die vor allem in altbabylonischer Zeit dargestellte "Gottheit mit Keule", Ninšubur darstellt.

## Das Geschlecht von Ninšubur
Die komplexe Identität und Geschlechtszuordnung der Gottheit Ninšubur in der altorientalischen Mythologie, insbesondere im Kontext ihrer Assoziationen mit anderen Gottheiten führt immer wieder zu Diskussionen. Der moderne Konsens unter Assyriologen erkennt Ninšubur überwiegend als weibliche Gottheit, wenn sie mit Inanna in Verbindung gebracht wird - als männlich, wenn sie in Verbindung mit Anu auftritt.
In der Götterliste An = Anu ša āmeli aus dem zweiten Jahrtausend v. Chr. wird Ninšubur als "Papsukkal" (männlicher Botengott) identifiziert, was die Diskussion über ihr Geschlecht weiter kompliziert. Einige Forscher, wie Frans Wiggermann, argumentieren, dass die frühesten Texte aus dem dritten Jahrtausend v. Chr. Ninšubur als Göttin darstellen. Jedoch bereits in der frühdynastischen Zeit lassen sich laut Manfred Krebernik und Jan Lisman zwei unterschiedliche Ninšubur - Identitäten in den Götterlisten von Abu Salabikh und Šuruppak erkennen, eine weibliche in Verbindung mit Inanna und eine männliche in Verbindung mit Anu.
Die Mehrheit der Texte aus der akkadischen Zeit betrachtet Ninšubur als männlich, obwohl es Ausnahmen gibt. In bestimmten Kontexten, wie in Malgium, könnte sie als weiblich angesehen worden sein, eine genaue Identifizierung bleibt jedoch unklar. In der altbabylonischen und kassitischen Periode wurde Ninšubur ebenfalls als weiblich wahrgenommen.
Wolfgang Heimpel bringt eine andere Theorie vor, wonach es drei verschiedene Gottheiten mit dem Namen Ninšubur gibt: eine weibliche in Verbindung mit Inanna und zwei männliche in Verbindung mit Anu und Girsu.
Die Geschlechtszuordnung von Ninšubur bleibt in vielen antiken Texten unklar. Schon eine altbabylonische Hymne könnte versucht haben, widersprüchliche Darstellungen zu harmonisieren, indem sie Ninšubur sowohl als weiblich als auch als männlich darstellt.
Ninšubur war nicht die einzige mesopotamische Gottheit, deren Geschlecht in den antiken Quellen variierte, andere Beispiele sind Ninkasi (die Gottheit des Bieres, in früheren Quellen weiblich, später manchmal männlich), das Paar Ninsikila und Lisin, deren Geschlechter in einigen Fällen vertauscht wurden,Uṣur-amāssu, die in der Götterliste An = Anum als Sohn von Adad beschrieben wird, in Quellen aus Uruk aus dem ersten Jahrtausend v. Chr. jedoch als dessen Tochter, und die Venus-Gottheit Ninsianna, deren wechselndes Geschlecht mit ihrer Doppelrolle als Personifikation des Morgen- und des Abendsterns zusammenhängen könnte.